# Ramgati
Ramgati è un sottodistretto (upazila) del Bangladesh situato nel distretto di Lakshmipur, divisione di Chittagong. Si estende su una superficie di 570,55 km² e conta una popolazione di 261.002  abitanti (censimento 2011).